# Heinz Gründel
Heinz Gründel (ur. 13 lutego 1957 w Berlinie Zachodnim) – niemiecki piłkarz występujący na pozycji pomocnika.

## Kariera klubowa
Gründel zawodową karierę rozpoczynał jako junior w Hercie BSC. W Bundeslidze zadebiutował 21 sierpnia 1976 w przegranym 0:1 meczu z Borussią Mönchengladbach. 12 marca 1977 w wygranym 2:0 spotkaniu z 1. FC Kaiserslautern strzelił pierwszego gola w trakcie gry w Bundeslidze. W sezonie 1976/1977 wystąpił z klubem w finale Pucharu Niemiec, jednak Hertha przegrała tam w dwumeczu z 1. FC Köln.
W 1978 roku Gründel odszedł do belgijskiego Waterschei Thor Genk. Jego barwy reprezentował przez cztery lata, a w 1982 roku został graczem Standardu Liège. W 1983 roku zdobył z klubem mistrzostwo Belgii oraz Superpuchar Belgii. W 1984 roku zagrał z klubem w finale Pucharu Belgii, jednak Standard przegrał tam 0:2 z KAA Gent.
W 1985 roku Gründel powrócił do Niemiec, gdzie podpisał kontrakt z Hamburgerem SV. Pierwszy mecz zaliczył tam 10 sierpnia 1985 przeciwko 1. FC Kaiserslautern (4:1). W 1987 roku wywalczył z zespołem wicemistrzostwo Niemiec, a także zdobył z nim Puchar Niemiec, po pokonaniu w jego finale Stuttgarter Kickers (3:1).
W 1988 roku trafił do innego pierwszoligowego klubu - Eintrachtu Frankfurt. Zadebiutował tam 23 lipca 1988 w przegranym 0:3 ligowym pojedynku z Bayernem Monachium. W sezonach 1989/1990, 1991/1992 oraz 1992/1993 zajmował z klubem 3. miejsce w lidze. W 1993 roku zakończył karierę.

## Kariera reprezentacyjna
W reprezentacji Niemiec Gründel zadebiutował 16 października 1985 w przegranym 0:1 meczu eliminacji Mistrzostw Świata 1986 z Portugalią. Do 1986 roku w drużynie narodowej zagrał cztery razy.